# Asbecesta wittei
Asbecesta wittei es un coleóptero de la familia Chrysomelidae. Fue descrita científicamente por primera vez en 1939 por Laboissiere.